# Frederick William Franz
Frederick William Franz (12. september 1893 – 22. december 1992) var den fjerde præsident af Vagttårnets Bibel- og Traktatselskab, som er Jehovas Vidners officielle kirkeorganisation.
Franz tjente som vicepræsident mellem 1945 og 1977 under Nathan Homer Knorr, som var selskabets tredje præsident. Han var medlem af Jehovas Vidners Styrende Råd. Efter Knorrs død, blev Franz valgt som præsident.

## Biografi
Franz blev født d. 12. september 1893 i Covington i Kentucky og blev døbt i den Lutherske kirke. Han besøgte dog katolske gudstjenester og senere den presbyterianske kirke.
Efter at han fik afgangseksamen fra skolen i 1911, gik han på Cincinnati universitetet, hvor han læste liberal kunst og senere to år Koiné (Bibelsk græsk). Han havde som mål at blive missionær for den Presbyterianske kirke.
Han lærte derefter tysk, latin, græsk og senere spansk, portugisisk og fransk. Han havde grundkendskab til hebræiske sprog.
Efter han læste Charles Taze Russells litteratur fra bibelforskere som Jehovas Vidner hed dengang, blev han interesseret. Han blev enten døbt den 30.november 1913 eller 5. april 1914.
I 1920 flyttede han til hovedkontoret i Brooklyn i New York. I 1926 blev han medlem af skribentkomiteen som bibelforsker og var med i at skrive flere bøger. Franz blev selskabets ledende teolog.Jehovas Vidners Ny Verden-Oversættelsen af De Hellige Skrifter blev udgivet af en særlig bibelkomite. Franz regnes for den ledende.
Franz' nevø Raymond Franz trak sig tilbage fra det Styrende Råd og blev udelukket i 1980.
Frederick Franz døde i Brooklyn i New York i 1992 i en alder af 99 år og blev erstattet af Milton George Henschel.